# Esquadrão N.º 4 da RAAF

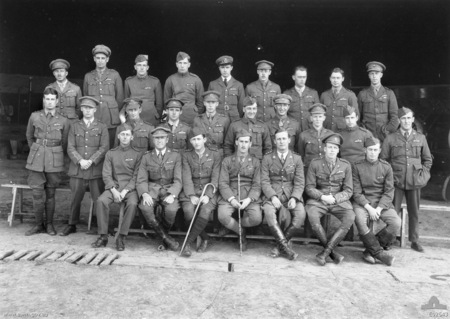
Fotografia do grupo de oficiais do Esquadrão Nº 4 da RAAF, em 1918

O Esquadrão N.º 4 da RAAF um esquadrão da Real Força Aérea Australiana composto por Controladores de Combate das forças especiais da Força Aérea, tripulação que opera a aeronave Pilatus PC-21 e instrutores do curso de Controlador de Ataque Terminal Conjunto da Força de Defesa Australiana (JTAC).
O esquadrão foi anteriormente uma unidade de cooperação de caça e exército ativa na Primeira Guerra Mundial e na Segunda Guerra Mundial. Formado no final de 1917, o esquadrão operou na Frente Ocidental como parte do Australian Flying Corps até o armistício em novembro de 1918. Foi dissolvido após a guerra em meados de 1919, mas ressuscitado em 1937 e 1940. Em 1942, foi enviado para a Nova Guiné, onde apoiou as forças militares, destacando-se para artilharia e fornecendo reconhecimento e apoio aéreo próximo. À medida que a guerra avançava, o esquadrão participou das campanhas da Península de Huon, Nova Bretanha e Bornéu. Foi dissolvido no início de 1948, mas foi reformado em 2 de julho de 2009 para fornecer treinamento para controladores aéreos avançados e para apoiar o Comando de Operações Especiais do Exército.

## Aeronaves utilizadas
- Sopwith Camel (1917–1918)
- Sopwith Snipe (1918–1919)
- Hawker Demon (1937 e 1940)
- Avro Anson (1937–1939)
- de Havilland Moth Minor (1940–1941)
- CAC Wirraway (1940–1945)
- CAC Boomerang (1943–1945)
- Piper Cub (1943–1944)
- Curtiss P-40 Kittyhawk (1945–1947)
- CAC Mustang (1947–1948)
- Auster AOP III (1947–1948)
- Pilatus PC-9 (2009– )